# Telia Company
Telia Company — шведская телекоммуникационная компания, лидер рынков сотовой связи Швеции и Финляндии. Штаб-квартира — в Стокгольме.
Компания образована в декабре 2002 года в результате присоединения финской Sonera к шведской Telia (ранее компания «Телеверкет»).
23 марта 2017 года бренд Sonera, существовавший с 1998 года и, после слияния компаний, использовавшийся в двойном написании — TeliaSonera, был полностью упразднён. Одновременно отменён роуминг на телефонные звонки и смс-сообщения в странах Евросоюза.

## Собственники и руководство
Крупнейшие акционеры компании (на 30 сентября 2012) — правительства Швеции (37,3%) и Финляндии (11,7 %), фонды Capital Group (3,1%), Alecta (2,6%) и фонды Swedbank Robur (2,3 %) Рыночная капитализация компании на 21 июня 2007 года — $33,15 млрд..
Президент и генеральный директор: Эллисон Киркби.

## Деятельность
Деятельность компании сконцентрирована в области предоставления услуг по магистральной передаче данных и услуг сотовой связи. Telia Company совместно с дочерними компаниями обслуживает 80,1 млн клиентов в Швеции, Финляндии, Норвегии, Дании, странах Балтии, Турции, Грузии, Азербайджана, России, Молдове и других странах СНГ.

### Азербайджан
В Азербайджане компании Telia Company с 2008 года принадлежало 38,1% акций мобильного оператора Azercell, однако, после коррупционного скандала 2015 года, компания решила полностью уйти с рынка Закавказья.

### Грузия
С 2007 года Telia Company принадлежало 58,55% акций компании Geocell, а Turkcell владело остальными 41,45%. Позднее Telia Company увеличила свою долю в Geocell до 74,3%. В Грузии Telia Company представлена под брендами Geocell и Lailai.

### Дания
В Дании Telia Company управляет оператором мобильной связи (Telia), оператором мобильной виртуальной сети (Call Me) и поставщиком широкополосного доступа (Telia). Компания была основана в 1995 году в результате слияния Telia Stofa и TeliaSonera. Telia Mobile является третьим по величине оператором и находится в жесткой конкуренции с Telenor, которая занимает второе место на рынке. Telia стала четвертым оператором, запустившим услуги 3G, и единственным оператором, имеющим общенациональную сеть EDGE.
Telia Broadband была перезапущена в 2008 году из-за необходимости для TeliaSonera предлагать как мобильную, так и широкополосную связь на всех своих внутренних рынках (Швеция, Норвегия, Дания и Финляндия). Telia Broadband была первым оператором, запустившим цифровое телевидение со своим широкополосным доступом без дополнительных затрат. Stofa в основном является оператором кабельного телевидения, но также предоставляет широкополосный доступ через сеть кабельного телевидения.

### Испания
В Испании Telia Company принадлежит 76,6% местного оператора Yoigo, предоставляющего услуги в сетях 3G, а также, по договору с оператором Telefónica, в сетях 2G.

### Казахстан
В Казахстане компания Fintur Holdings (её акционерами являются турецкий оператор мобильной связи Turkcell, 38,1% акционерного капитала, и компания Telia Company, 61,9%.
В 2011 г. компания АО «Казахтелеком» объявила о продаже 49 % сотовой компании Telia Company , после завершения обоих этапов сделки эффективное участие Telia Company в Kcell составит 61,74 %. Бренды: Kcell, Activ. 21 декабря 2018 года Telia Company продала свою долю "Казахтелеком".

### Латвия
Telia владеет 49 % акций LMT (24,5% - Telia Company AB и 24,5% - Sonera Holding B.V.). Telia Company также владеет 49% акций Lattelecom, которому принадлежит 23 % LMT, которому принадлежит Okarte, Amigo. Она также владеет 100 % акций Telia Latvija, оператора кабельного телевидения и центров обработки данных.

### Литва
Telia Company владеет 88,15% акций Telia Lietuva (до 2017 г. - Teo LT), крупнейшего оператора фиксированной связи в Литве, который недавно приобрел одного из крупнейших операторов мобильной связи Omnitel. Ранее он принадлежал группе TeliaSonera.
В октябре 2015 года TeliaSonera объявила о слиянии Teo и Omnitel путем приобретения компании Omnitel компанией Teo.
1 февраля 2017 года Omnitel и Teo объединились под названием «Telia Lietuva».

### Молдова
Telia Company принадлежит 74% компании Fintur Holdings B.V., являющейся держателем 99 % акций АО «Moldcell» — одного из двух лидирующих операторов сотовой связи в Молдове.

### Непал
В Непале Telia Company принадлежало 60,4% мобильного оператора Ncell до продажи компании в марте 2016.

### Норвегия
В Норвегии Telia Company представлена под брендами Telia, Onecall и Mycall
На 2014 год запланировано покупка за 5,1 млрд шведских крон (~ 550 млн евро) норвежского отделения компании Tele2, что увеличит владение на норвежском рынке мобильных коммуникаций до 40 %. Компания также планирует расширить сеть 4G в Норвегии.

### Россия
Telia Company владела 25,2% акций МегаФона, второго по величине оператора мобильной связи в России. В октябре 2017 года Telia Company согласилась продать всю свою долю в МегаФоне за 1 миллиард долларов .

### Таджикистан
В Таджикистане Telia Company принадлежало 60% сотового оператора ЗАО «Индиго Таджикистан», предоставляющего услуги сотовой связи под торговой маркой Tcell.

### Турция
В Турции Telia Company принадлежит 38% сотового оператора Turkcell.

### Узбекистан
В Узбекистане компании Telia Company принадлежало 94 % сотового оператора ИП OOO Coscom, предоставляющего услуги сотовой связи под торговой маркой Ucell, однако, после коррупционного скандала 2013 года, компания решила полностью уйти с рынка Средней Азии. 5 декабря 2018 год Компания Telia, объявила о продаже своей доли Государственному комитету Республики Узбекистан по содействию приватизированным предприятиям и развитию конкуренции. Генеральным директором назначен Владимир Кравченко, ранее возглавлявший Компанию "Uzmobile".

### Эстония
В Эстонии Telia Company принадлежит 100% телекоммуникационной компании Eesti Telekom, предоставляющего услуги сотовой связи под торговой маркой EMT и услуги интернета и телекоммуникаций под торговой маркой Elion.

## Medinova Hospital Branch
- Medinova Hospital, Uttara
- Medinova Hospital (Mother and Child Unit), Uttara
- Medinova Hospital, Uttara (Building 3)
- Medinova Hospital-05, Uttara
- Medinova Hospital, Mohakhali
- Medinova Hospital, Jatrabari
- Medinova Hospital, Jashore
- Medinova Hospital, Mirpur
- Medinova Hospital, Ghatail
- Medinova Hospital, Pabna
- Medinova Neuro Cardiac & Specialized Hospital, Pabna
- Medinova Hospital, Chattogram
- Medinova Hospital (Sored Unit), Chattogram
- Medinova Hospital, Chandpur
- Medinova Hospital, Dinajpur
- Medinova Hospital, Doyagonj
- Medinova Hospital, Magura
- Medinova Hospital & Consultation Center, Barisal
- Medinova Hospital & Consultation Center, Mirpur, Kushtia
- Medinova Hospital, Munshigonj
- Medinova Medical College Hospital, Gazipur
- Medinova Medical College Hospital, Noakhali
- Medinova Specialized Hospital, Bogura
- Medinova Cancer Hospital, Bhola
- Medinova Hospital, Kushtia
- Medinova Hospital, Satkhira
- Medinova Hospital, Manikgonj
- Medinova Hospital & Diagnostic Center, Faridpur
- Medinova Community Hospital, Shantinagar
- Medinova Commuinty Hospital, English Road